# 鄭毓瑜
鄭毓瑜（1959年—），台灣學者，現任中央研究院院士、國立臺灣大學中國文學系講座教授、國立臺灣大學文學院院長，曾任科技部人文司司長。主要研究為中國文學、辭賦學、詩歌等。